# Petrosaltator rozeti
L'elefantulo di Rozet o macroscelide nordafricano (Petrosaltator rozeti) è una specie di toporagno elefante della famiglia dei Macroscelididae diffuso in Nord Africa.

## Descrizione
Misura fino a 14 cm, più circa altrettanti di coda: possiede grandi occhi ed orecchie ellittiche e piuttosto grandi.
La pelliccia è morbida e folta, di colore marrone-rossiccio con accenni di striature sul dorso e tendente al bianco sporco sul ventre.

## Distribuzione e habitat
La specie è diffusa in Marocco, Algeria, Tunisia e Libia, dove colonizza la macchia mediterranea e le zone desertiche.